# Лавогез, Клэр
Клэр Мари Анни Лавогез (фр. Claire Marie Annie Lavogez; род. 18 июня 1994, Кале) — французская футболистка, выступающая на позиции полузащитника за испанский клуб «Реал Сосьедад» и за женскую сборную Франции.

## Карьера
Клэр начинала свою карьеру футболистки в возрасте 16 лет, выступая за французский клуб «Гравлин» во втором дивизионе. Она стала его бесспорным лидером и в 2010 году перешла в «Энен-Бомон», игравший тогда в Дивизионе 1. Проведя за этот клуб один сезон, Лаговез в 2011 году стала футболисткой «Монпелье».
В 2015 году 21-летняя полузащитница подписала трёхлетний контракт с «Лионом»
. В составе этого клуба Лаговез дважды становилась чемпионкой Франции и обладательницей национального кубка.
В составе сборной Франции до 20 лет Лаговез играла на чемпионате мира среди девушек до 20 лет 2014 года и забила на нём запоминающийся гол в ворота команды Коста-Рики. В рамках этого турнира она записала на свой счёт 4 гола в 6 матчах, получив Бронзовый мяч как третий лучший игрок этого первенства. Француженки также заняли третье место на чемпионате, обыграв в матче за третье место сборную КНДР. В октябре 2014 года она дебютировала за главную сборную Франции, в победном (2:0) матче против Германии.
В четвертьфинале женского чемпионата мира по футболу 2015 года против тех же немок вышедшая на замену Лавогез получила право на исполнение пятого удара своей команды в серии послематчевых пенальти, который отбила Надин Ангерер и тем самым обеспечила Германии общую победу и выход в полуфинал.

## Голы за сборную
| 1                         | 6 марта 2015     | Бела-Вишта, Паршал, Португалия  | Дания    | 4-0 | 4-1 | Кубок Алгарве 2015 |
| 2                         | 16 июля 2016     | Стад Шарлети, Париж, Франция    | Китай    | 3-0 | 3-0 | товарищеский матч  |
| 3                         | 16 сентября 2016 | Стад де Альп, Гренобль, Франция | Бразилия | 1-0 | 1-1 | товарищеский матч  |
| Источник: footofeminin.fr |                  |                                 |          |     |     |                    |

## Достижения

### Клубные
Лион
- Чемпионка Франции: 2015/16, 2016/17
- Обладательница Кубка Франции: 2015/16
- Победительница Лиги чемпионов УЕФА: 2015/16, 2016/17

### В сборной
- Чемпионка Европы (до 19 лет): 2013
- Победительница SheBelieves Cup: 2017